# Plionoma basalis
Plionoma basalis là một loài bọ cánh cứng trong họ Cerambycidae.